# Taxeotis spodoides
Taxeotis spodoides är en fjärilsart som beskrevs av Turner 1943. Taxeotis spodoides ingår i släktet Taxeotis och familjen mätare. Inga underarter finns listade i Catalogue of Life.